# Chulahoma: The Songs of Junior Kimbrough
Chulahoma: The Songs of Junior Kimbrough è il secondo Ep del duo blues-rock The Black Keys. Il disco è un tributo al bluesman Junior Kimbrough, morto nel 1998. Il titolo è un riferimento a Chulahoma, Mississippi, dove sorgeva il "Junior's Place", un locale comprato da Kimbrough nel 1992; l'attività è stata portata avanti dai figli di Kimbrough, anche dopo la sua morte, fino alla sua distruzione a causa di un incendio il 6 aprile del 2000.
I The Black Keys avevano già reinterpretato Kimbrough nel loro album di debutto, The Big Come Up, con il brano "Do the Rump" e nel loro secondo album Thickfreakness, con "Everywhere I Go". Nel 2005 hanno anche partecipato alla compilation tributo "Sunday Nights: The Songs of Junior Kimbrough", assieme ad altri artisti come Iggy Pop & The Stooges e Spiritualized.
Chulahoma è l'ultimo album della band per la "Fat Possum Records", prima del passaggio alla "Nonesuch Records".

## Tracce
Testi e musiche di tutte le canzoni sono di Junior Kimbrough.
1. Keep Your Hands Off Her – 3:06
2. Have Mercy on Me – 4:42 – Presenta l'uso di strumenti inusuali per i The Black Keys, l'organo e i bonghi.
3. Work Me – 4:15
4. Meet Me in the City – 3:38
5. Nobody But You – 5:21
6. My Mind is Ramblin' – 6:45 – Una versione più lunga della stessa canzone si trova nella compilation "Sunday Nights: The Songs of Junior Kimbrough"
7. Junior's Widow – 0:32 – È un messaggio lasciato dalla vedova di Kimbrough nella segreteria telefonica di Dan Auerbach nel quale afferma di essere orgogliosa del lavoro del duo e di come il loro stile sia simile a quel del suo defunto marito, degni eredi della sua musica.

## Formazione
- Dan Auerbach - chitarra, voce
- Patrick Carney - batteria, produttore artistico